# 大武崙砲臺
大武崙砲台，又稱大武崙堡壘，是位於台灣基隆市安樂區大武崙情人湖的一處砲台遺址，過去曾是基隆要塞司令部的要塞轄內設施。目前為中華民國文化部所管轄的國定古蹟。

## 歷史
大武崙一帶過去乃控制基隆與淡水間水路及陸路的交通孔道。一方面是防禦淡水經金山進入基隆這條陸路，另一方面砲台制高點可俯視馬鋉溪跟大武崙澳方面海域，兼陸防、海防雙重任務。1840年鴉片戰爭爆發，台灣兵備道姚瑩即派兵駐紮大武崙一帶；1884年清法戰爭時劉銘傳也於大武崙附近設防以堵法軍入侵。為歷經19世紀鴉片戰爭與清法戰爭的歷史。

### 日治時期
台灣於1895年接受日本統治後，日軍隨即起調查和測繪基隆各砲臺之標高和配備，其中大武崙砲台修建於1900年3月，是台灣總督府築城部基隆分部在1899年《基隆要塞防禦（永久）要領書》中為應對可能的日俄戰爭而修建之「永久防禦炮台」防禦工程之一，1902年10月竣工，原名為「大武崙山堡壘」，與白米甕堡壘、木山堡壘一起構成基隆港西側海域的防禦工事。
1903年，砲床築設工事落成，1907年至1909年間，大武崙增建兵舍等設施。
1934年，根據根據要塞再整理修正計畫要領之內容， 大武崙砲臺遭到即時廢止。昭和13年（1938年）3月，大武崙砲台正式除籍。

### 戰後至今
光復後砲台為國軍接收，隸屬基隆要塞轄下，最終則在1957年初，砲台的軍事功能結束，但因設施整體保存良好，於1985年指定為第二級古蹟，2009年重新公告為「國定古蹟」。

### 修復歷程
- 1989年6月，基隆市政府委託周宗賢教授及陳信樟建築師事務所進行調查研究，完成《第二級古蹟大武崙砲台修復計畫》；
- 1989年8月，委託陳信樟建築師事務所進行第一次修護工作，隔年6月完工，9月完成《基隆大武崙砲台修復工程工作報告書》
- 2002年，基隆市政府委託曾文吉建築師事務所完成《二級古蹟大武崙砲台調查研究暨考古試掘計畫》
- 2007年，基隆市文化局委託鍾心怡建築師事務所完成《古蹟涵蓋範圍之調查研究及測量計畫成果報告書—大武崙砲台》。

## 平面配置與構造

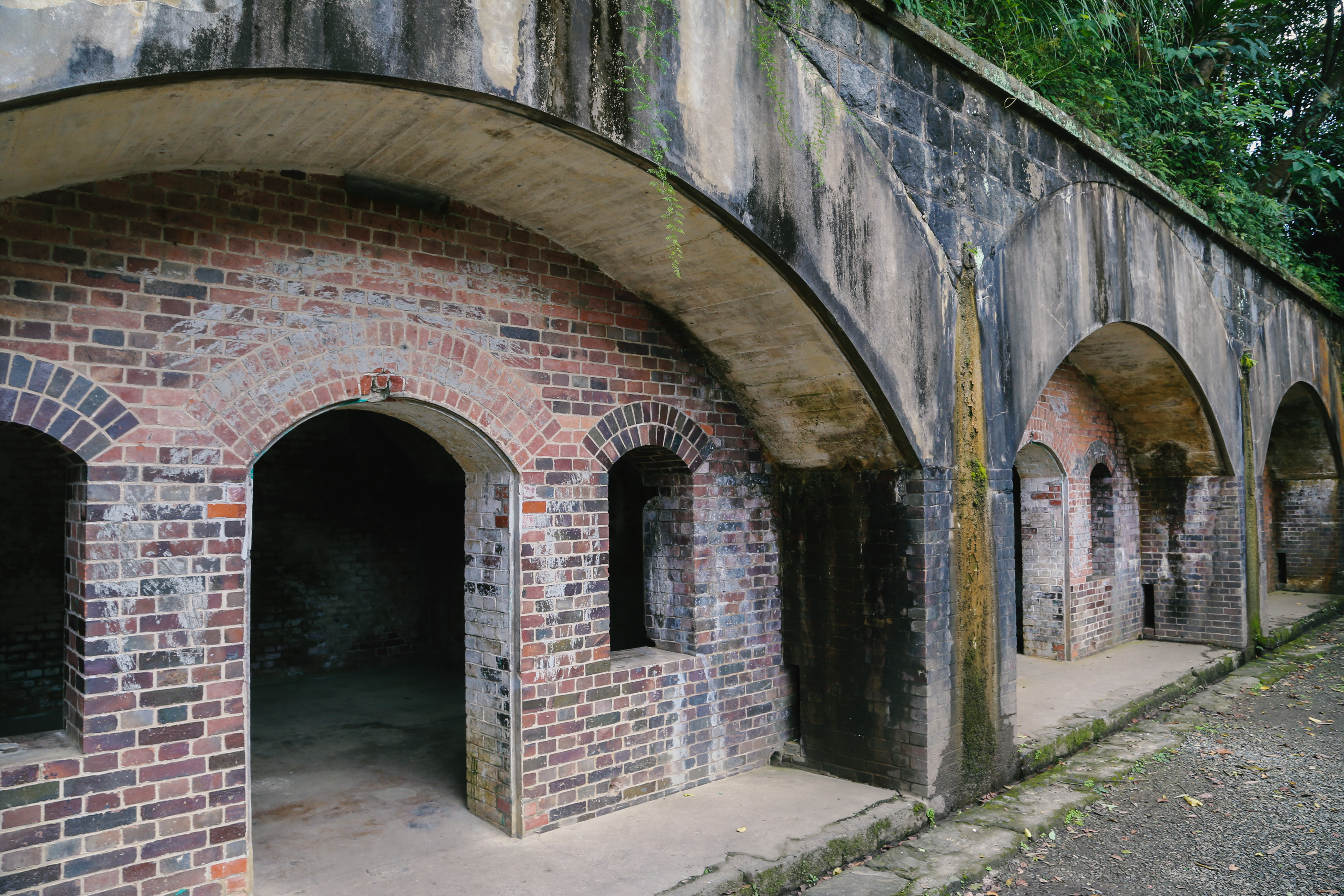
大武崙砲台掩蔽部，壁體為磚牆構造，頂部則以水泥拱構造
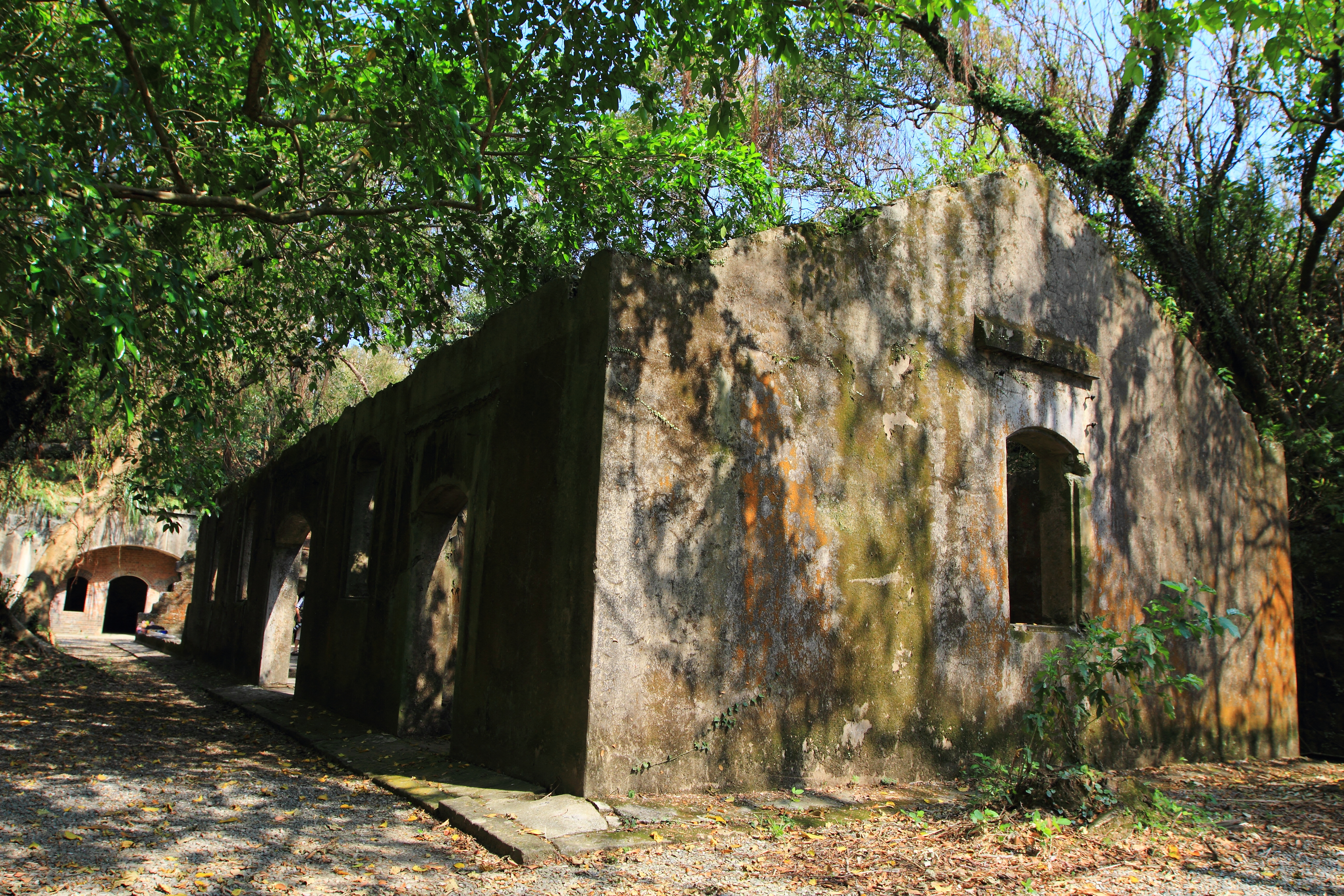
大武崙砲台彈廠
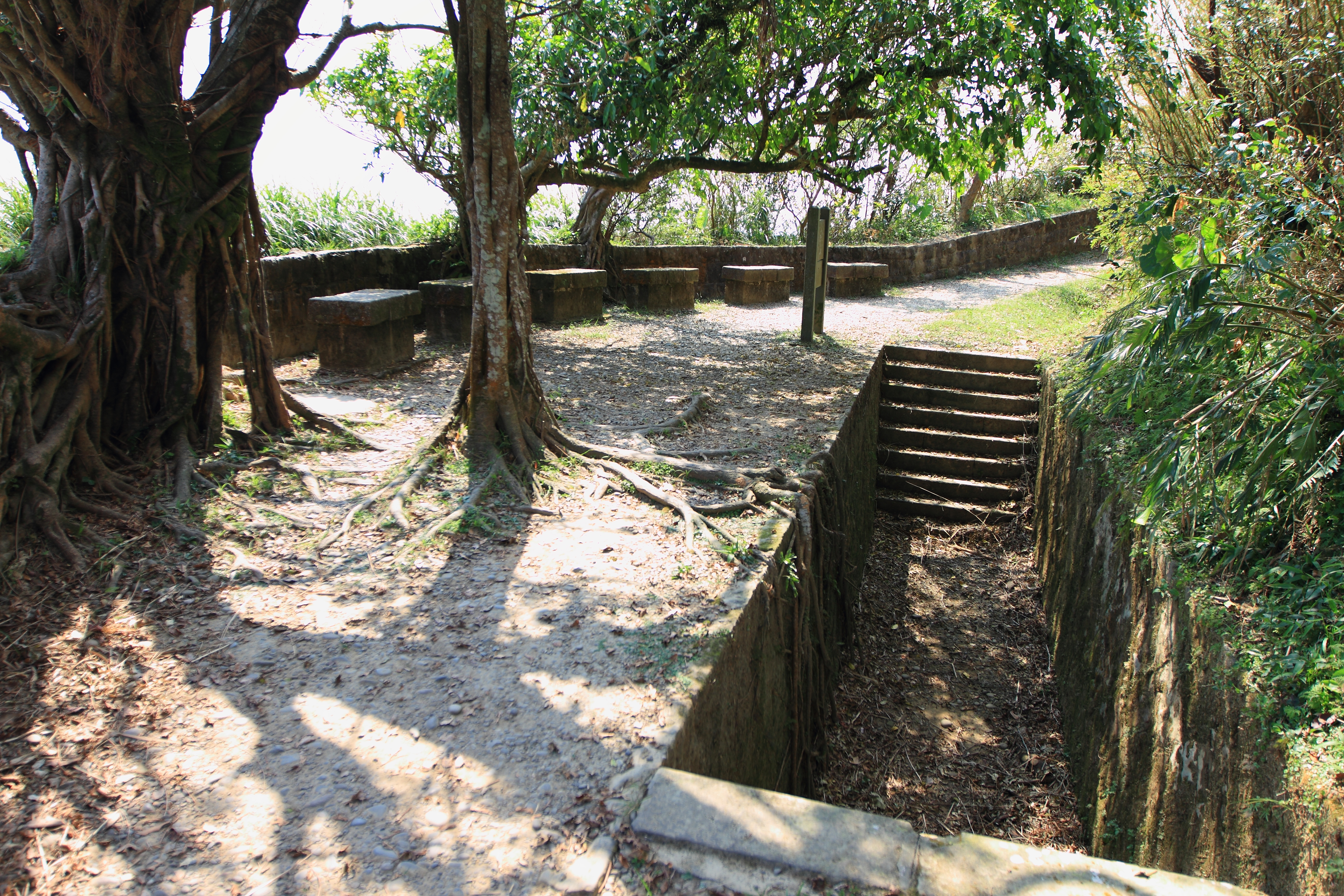
北稜堡，供步兵防衛砲台之用
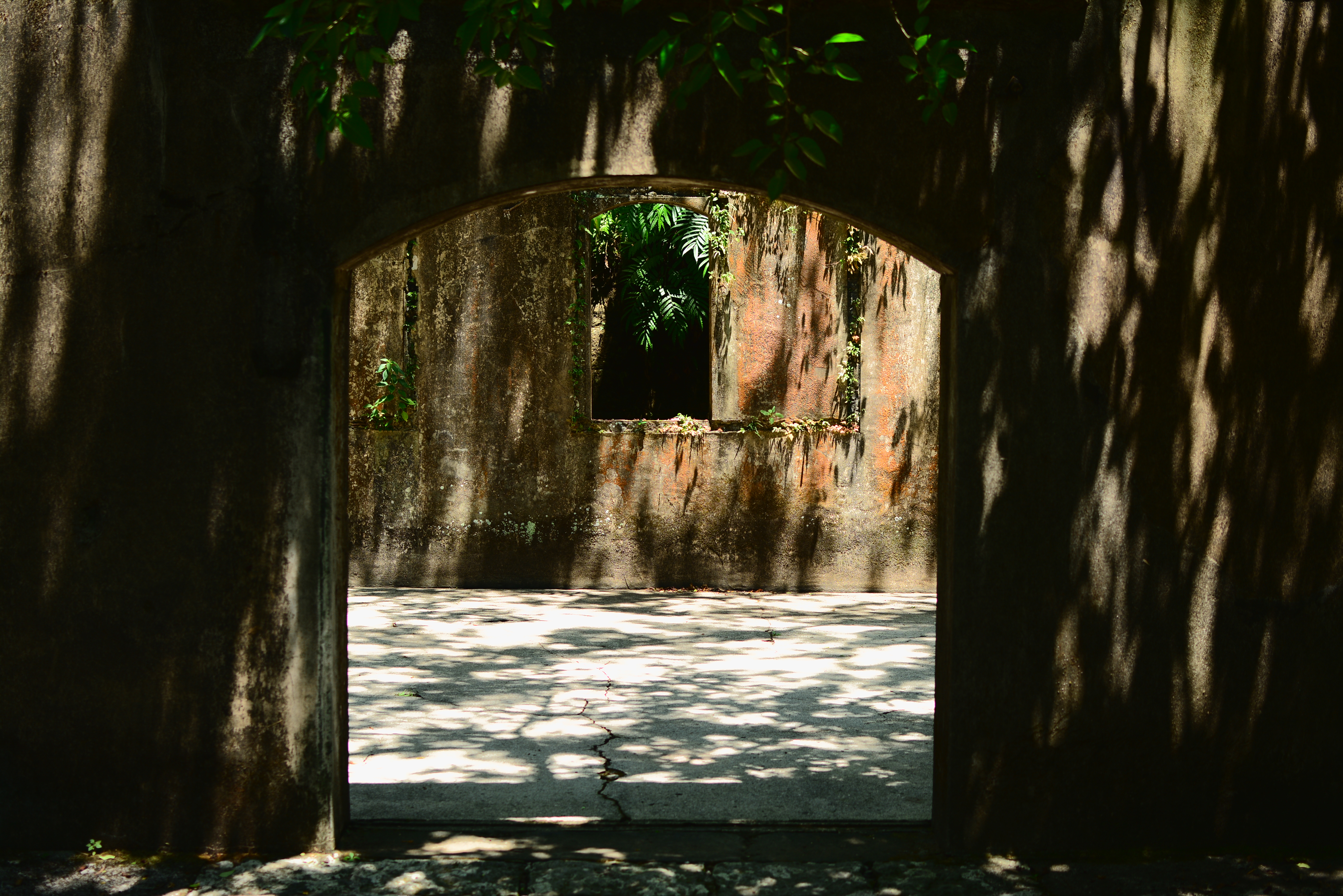
大武崙砲台彈廠

大武崙砲台系統依照大武崙山與周圍地形而興建，標高231公尺，除了入口通道外，砲台系統主要為監守衛舍、營房區、砲座區、觀測區和稜堡外垣區五大部分。
營房區分為一般營房、掩蔽部、炊事場、浴室、兵舍等設施，其建築物結構均以紅磚、混凝土構築，作為官兵操練、住宿、休憩與作戰指揮之場所使用。目前僅保存三間營房，共以大小規模分為指揮所、軍士官廳、士兵寢室使用。掩蔽部為砲台中規模最巨大的構造物，該結構共有3間，由1.2公尺厚、1.75公尺高的紅磚造腳壁，支撐上方厚達1公尺的混凝土拱券，加上厚達3公尺的覆土構成，除了作為敵軍砲彈轟炸時的防護外，同時也作為提供彈藥存放之用之設施。此外原設有砲具庫，作為儲放火砲器具、材料的場所，現僅存地基結構。彈廠為石砌構造，目前保存部分遺跡。
監守衛舍原是衛兵執行衛戍勤務時的臨時居住兵舍，除住宿使用，還附設有簡易台所、便所、倉庫等附屬設施。目前僅存外牆基礎。

稜堡外垣區括北掩壕和南掩壕兩座設施，其中北側右翼掩壕為直式避彈壕設施，全長9.6公尺，寬約1.8公尺，深1.6公尺，南側左翼掩壕則為曲線型式避彈壕設施，全長15公尺，寬約1.6公尺，深1.6公尺。兩者作為戰時應急避難所使用，可以躲避砲彈破片傷害。結構以人字砌法築成，並設有排水管避免積水。蓄水池則設有四口井，能夠經過沉澱與過濾提供全營區的飲用水源。

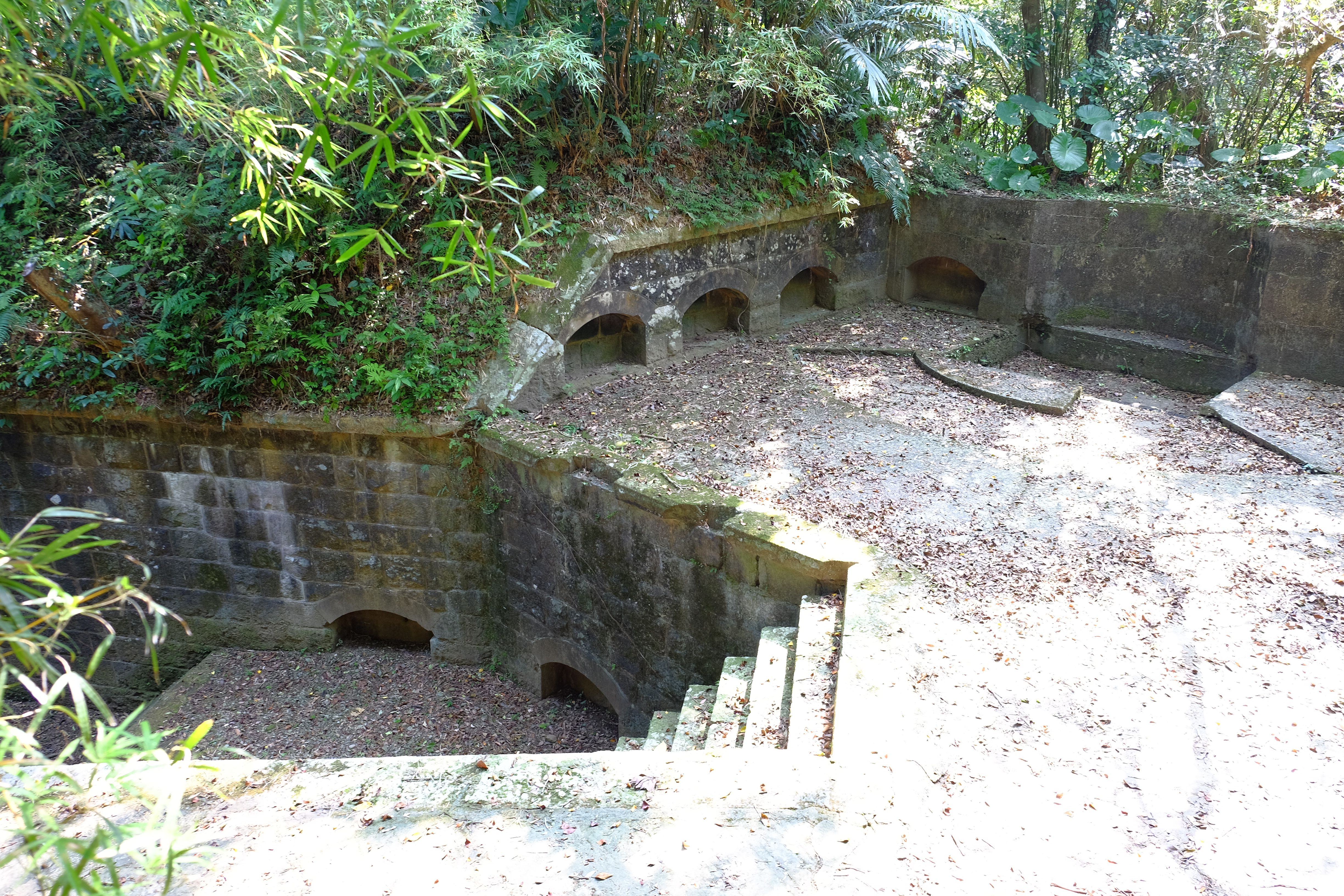
大武崙砲臺基座
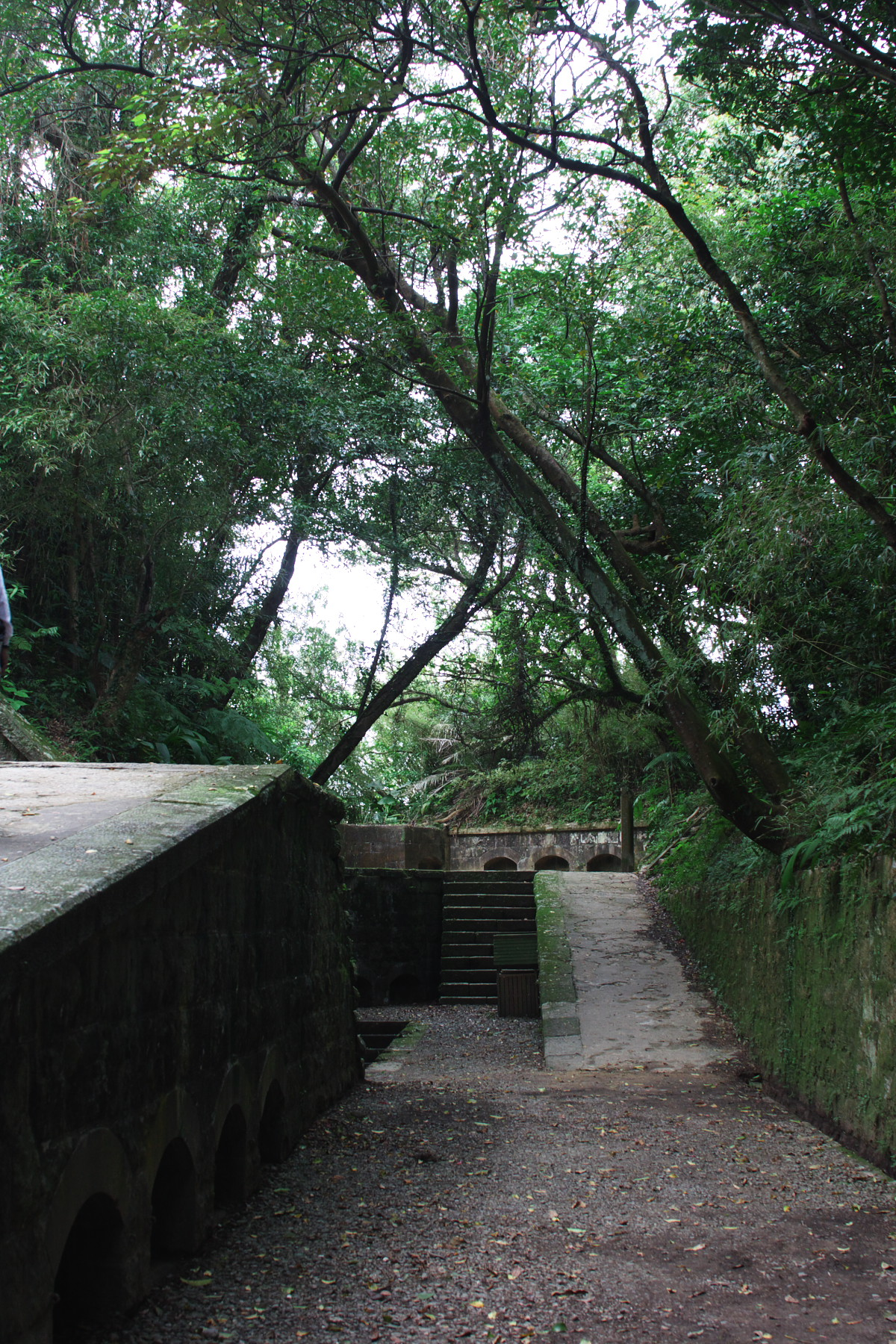
大武崙砲台砲盤區
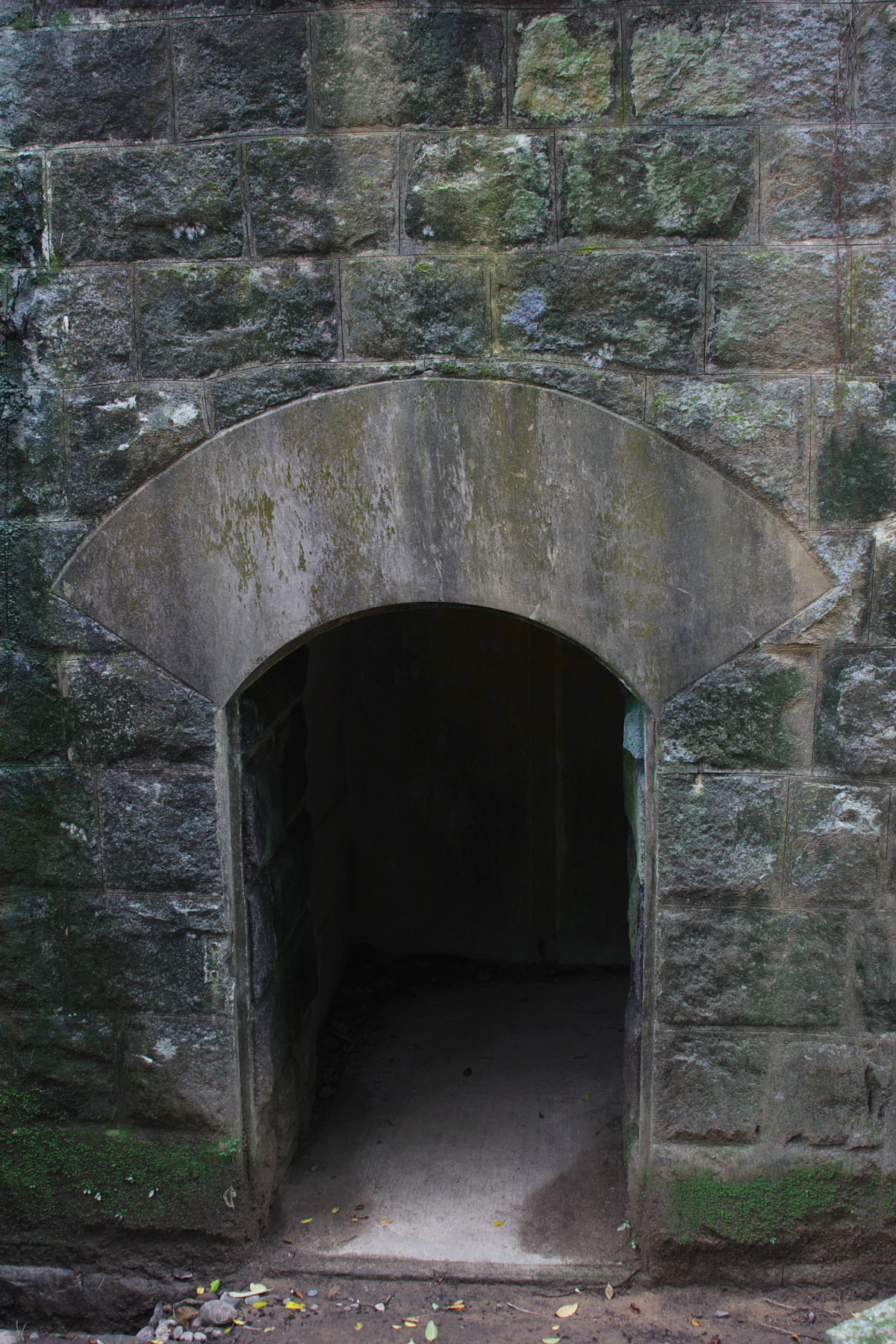
大武崙砲臺彈藥庫
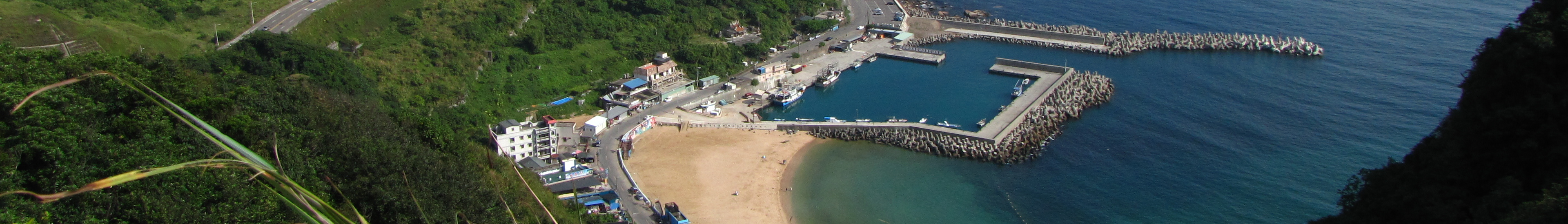
大武崙砲臺望外木山

砲盤區範圍設施包括砲台區、彈藥庫，並設有彈藥庫、礮盤區、觀測台、運輸砲台、坡道等設施。其結構使用採自瑪鋉溪港口、基隆山等地的安山岩塊建成。砲座主要建築以二尊大砲為一組，分置左右共四門火炮，並以通道、地下室相連及貯彈用，而主要射角乃為涵蓋基隆港口之北、西及東北等三方向，也建築附屬觀測站等近代軍事設施。其設施主以馬道共同連結，其馬道旁設有防禦牆作為防守使用，並設有水溝以收集雨水作為使用。
北砲座區位於砲台北側高地。砲位呈現凹字形，長寬約12×6公尺，各有1座扇形砲床，最初配備有2門9釐米加農砲。其砲座前方胸牆高度為1.4公尺，由混凝土構成，側牆則由安山岩順勢砌成。南砲座區位居砲台南側高地，由1組砲座2門火砲構成，作為防禦萬里、金山一帶入侵的敵軍使用，同時因地形因素，其砲座形式為凹座形式。
砲盤區旁有條階梯可通往觀測台。能夠遙望外木山漁港。

## 逸話

### 藏寶傳說
大武崙砲臺因構造多為日治時代修建，一度被猜測為二戰後日軍撤台前的藏寶處。2011年12月大武崙砲台的洞窟營舍內，遭人鑽了四個洞，後來甚至有人開挖土機進入挖掘，還去挖廁所旁的地道，研判跟挖寶有關。 基隆市文化局在2003年就請專業實地探測過，確定沒有寶藏，之後開挖者不斷，似乎也無所斬獲，但仍不斷有人向基隆市文化局申請探測。 

## 外部連結
- 交通部觀光局：大武崙砲台 （页面存档备份，存于）
- 交通部觀光局－北海岸及觀音山國家風景區管理處觀光資訊網：大武崙砲台 （页面存档备份，存于）
- 國家文化資產網：大武崙砲台 （页面存档备份，存于）
- 《基隆大武崙砲台修復工程工作報告書》，（基隆市政府，1990）。 （页面存档备份，存于）
- 基隆旅遊網：大武崙砲台 （页面存档备份，存于）